# Thé en Papouasie-Nouvelle-Guinée
Dans les années 1960, se développe le thé en Papouasie-Nouvelle-Guinée avec l'objectif de fournir des revenus à des agriculteurs organisés en petites plantations. Toutefois, la production se structure rapidement en grandes entreprises, puis périclite à la fin du XXe siècle au point de ne couvrir que la moitié des surfaces originelles.
La consommation de thé est faible dans le pays, mais elle augmente à partir des années 2010, tout en évoluant dans les types de thé consommés.

## Histoire
L'introduction du thé en Papouasie-Nouvelle-Guinée date du début du XXe siècle, où des graines de théiers sont ramenées de Malaisie afin d'être acclimatées dans des jardins botaniques.
Les premières plantations de thé date de l'époque où le territoire du pays était encore rattaché à l'Australie : durant les années 1930, le ministère australien de l'agriculture et de la pêche décide de la création d'une plantation expérimentale de 90 000 pieds de camellia sinensis var. assamica située dans la vallée Wahgi, dans les Hautes-Terres occidentales d'après l'historienne anglaise Jane Pettigrew à Gariba, province de Morobe, d'après Martin Esmlie, directeur général de W.R. Carpenter & Co, l'unique société de production de thé en Papouasie-Nouvelle-Guinée. La plantation vivote, jusqu'à la création dans les années 1950 d'une usine de transformation du thé.
Les années 1960 voient le développement de nombreux projets agricoles, notamment des plantations de thé, sous l'effet de Tom Ellis, commissaire de district des Hautes-Terres occidentales, qui acheta des terres aux autorités tribales. Si le ministère de l'agriculture distribua à des centaines d'agriculteurs des lots de 2 hectares de plantations afin de faire du thé une culture favorable aux petits producteurs qui permettrait aux populations indigènes de s'intégrer dans le marché du travail et l'économie de production, cette politique fut un échec, et ces lots furent revendus petits à petits à de grandes plantations,. Quant aux employés, ils quittèrent rapidement les plantations et furent remplacés par des personnes venues des zones plus désavantagées de la province.
Au milieu des années 1970, la banque mondiale finance le développement de plantations de thés dans les Hautes-Terres méridionales, qui sont abandonnées avant la fin du XXe siècle.
En 1983, le thé est quasi-exclusivement produit par de grandes entreprises employant 3000 personnes, malgré la présence de 300 petits producteurs. Malgré la productivité des cultivars de théiers employés, les plantations sont difficilement rentables en raison du relatif fort coût de la main-d'œuvre de Papouasie-Nouvelle-Guinée ; cette situation a poussé les gérants à mécaniser la récolte à la fin des années 1970. Dans les années 1980, le pays exporte entre 5 et 7 tonnes de thé par an, ce qui correspond à 2% des exportations.
Malgré cela, la production s'effondre dans la fin du XXe siècle : les plantations de thé du pays s'étendent sur deux fois moins de surface en 1997 que ce qu'elles couvraient dans les années 1960.

## Production
Il n'existe en 2018 plus qu'un seul producteur en Papouasie-Nouvelle-Guinée, W.R. Carpenter & Co, qui possède 4 plantations sur 1800 hectares, toutes situées à Jiwaka. En raison de l'humidité de la terre, la récolte se fait à l'aide de machines légères, développées au Japon ; celle-ci a lieu tout au long de l'année, le pays étant situé à proximité de l'équateur.
Le thé produit est exclusivement du thé noir CTC.

## Commerce
La Papouasie-Nouvelle-Guinée exporte son thé vers l'Australie, la Nouvelle-Zélande, le Canada, les États-Unis, la Malaisie, Singapour, la Russie, les Fidji, les Îles Salomon et Vanuatu.

## Consommation
La consommation de thé, bien que faible (équivalente à 1.86$ par personne et par an) est en augmentation depuis les années 2010, tant en quantité que dans la qualité des thés consommés : porté par le marché des jeunes consommateurs, le thé consommé en Papouasie-Nouvelle-Guinée est de plus en plus du thé vert ainsi que des thés orthodoxes d'une seule origine.
Outre les boissons chaudes, le thé est de plus en plus consommé sous forme de thé glacé en bouteille. Il se développe aussi des accords mets-thés, servis dans les restaurants.

## Représentation culturelle
Le thé est associé à la santé, mais aussi, en particulier chez les jeunes générations, à la sensualité.
Si le thé sucré au lait était rejeté par les anciennes générations avant les années 1970, qui lui trouvaient une ressemblance trop forte avec le lait maternel, sa consommation s'est ensuite répandue à toutes les couches de la société après l'indépendance : « C'est le sens de l'indépendance : tu dois porter les vêtements des blancs et manger leur nourriture ».